# Z-RAM
Z-RAM은 더 이상 사용되지 않는 동적 램 기술의 상표명으로, 상태를 유지하기 위해 축전기를 필요로 하지 않았다. Z-RAM은 2002년부터 2010년까지 현재는 없어진 회사인 Innovative Silicon에 의해 개발되었다.
Z-RAM은 트랜지스터를 격리된 통에 배치하는 실리콘 온 인슐레이터(SOI) 공정의 부산물인 플로팅 바디 효과에 의존한다(트랜지스터 바디 전압은 통 아래의 웨이퍼 기판에 대해 "떠 있다"). 플로팅 바디 효과는 통의 바닥과 아래의 웨이퍼 기판 사이에 가변적인 정전 용량이 나타나게 한다. 플로팅 바디 효과는 일반적으로 회로 설계를 방해하는 기생 효과이지만, 별도의 축전기를 추가하지 않고도 DRAM과 같은 셀을 만들 수 있게 해주며, 이때 플로팅 바디 효과가 기존 축전기의 역할을 대신한다. 축전기가 트랜지스터 아래에 위치하기 때문에(기존 DRAM처럼 트랜지스터 옆이나 위에 있지 않음), "Z-RAM"이라는 이름의 또 다른 의미는 음의 z-방향으로 확장된다는 것이다.
이론적으로, 셀 크기가 줄어들면 더 조밀한 저장이 가능해지고, 이는 (큰 블록과 함께 사용될 때) 데이터가 블록을 벗어나기 위해 이동해야 하는 물리적 거리를 줄여 접근 시간을 향상시킬 수 있었다. 대규모 캐시 메모리(고성능 마이크로프로세서에서 일반적으로 발견됨)의 경우, Z-RAM은 기존 온-프로세서(L1/L2) 캐시에 사용되는 SRAM만큼 빨랐을 가능성이 있지만, 표면적이 더 작아(따라서 비용이 더 낮음) 유리했다. 그러나 기존 SRAM 제조 기술의 발전(가장 중요하게는 32nm 제조 노드로의 전환)으로 인해 Z-RAM은 크기 이점을 잃었다.
어드밴스드 마이크로 디바이시스는 2006년에 2세대 Z-RAM을 라이선스했지만, 프로세서 제조업체는 2010년 1월에 Z-RAM 계획을 포기했다. 마찬가지로, DRAM 제조업체인 하이닉스도 2007년에 DRAM 칩에 Z-RAM을 사용할 수 있도록 라이선스했고, Innovative Silicon은 2010년 3월에 저비용 벌크 CMOS 기술로 제조될 수 있는 비-SOI 버전의 Z-RAM을 공동 개발하고 있다고 발표했지만, Innovative Silicon은 2010년 6월 29일에 문을 닫았다. 이 회사의 특허 포트폴리오는 2010년 12월 마이크론 테크놀로지에 인수되었다.